# Budyszcze
Budyszcze, wieś w rejonie baranowskim obwodu żytomierskiego.